# Hallongeting
Hallongeting (Gymnomerus laevipes) är en stekelart som först beskrevs av William Edward Shuckard 1837. Enligt Catalogue of Life ingår hallongeting i släktet hallongetingar och familjen Eumenidae, men enligt Dyntaxa är tillhörigheten istället släktet hallongetingar och familjen getingar. Arten är reproducerande i Sverige.

## Underarter
Arten delas in i följande underarter:
- G. l. algeriensis
- G. l. scandinavus